# Edgar White
Pour les articles homonymes, voir White.
Cet article possède un paronyme, voir Edgar Wright.
Edgar White est un skipper américain, né le 17 novembre 1929 à New York et mort le 7 janvier 2014 à Mantoloking. Il est le frère jumeau de Sumner White.

## Carrière
Edgar White obtient une médaille d'or olympique dans la catégorie des 5.5 Metre lors des Jeux olympiques d'été de 1952 à Helsinki.